# André Petit (arbitre)
Pour les articles homonymes, voir André Petit et Petit.
André Petit, né le 28 juin 1922 à Corbeil (actuellement Corbeil-Essonnes, en France) et mort le 11 mai 1972 dans un accident de la route dans la campagne marnaise, est un arbitre français de football des années 1960.

## Biographie
Fils unique d'André Gabriel Victor PETIT (Auxerre 1893 - Montbard 1984) et de Henriette Constance DESCHAMPS (Essonnes 1902 - Montbard 1985), il est né à Corbeil-Essonnes le 28 juin 1922. Il a commencé sa carrière comme dessinateur industriel dans l'aéronautique (chez Hurel-Dubois à Villacoublay). Arbitre fédéral en 1962, il a créé à Reims une entreprise d'étude industrielle (BERINE - Bureau d'Études et de Recherches Industrielles du Nord-Est) et fut enseignant à l'I.U.T.

## Carrière
Il a officié dans des compétitions majeures : 
- Coupe Charles Drago 1964 (finale)
- Coupe Charles Drago 1965 (finale)
- Challenge des champions 1969[2].

Il a été le président de l'amicale des arbitres de Reims, chargé de mettre en place les structures de l'U.N.A.F en Champagne-Ardenne ; il en a organisé le premier congrès national en cette ville en 1967.
Il est décédé à Sommesous (Marne) le 11 mai 1972 avec son épouse en revenant de l'arbitrage d'un match qui se déroulait à Troyes.

## Hommages
Un challenge porte son nom.